# Fritz Kühne
Fritz Kühne (* 14. Juni 1883 in Neukirch, Landkreis Goldberg, Provinz Schlesien; † 5. April 1972 in Paderborn) war ein deutscher Generalleutnant im Zweiten Weltkrieg.

## Leben
Kühne besuchte als Sohn eines Rittergutbesitzers von 1899 bis 1903 die Kadettenanstalt Wahlstatt und Groß-Lichterfelde. Am 2. März 1902 trat er als Fähnrich dem Eisenbahn-Regiment Nr. 3 der Preußischen Armee in Hanau bei, wo er am 27. Januar 1904 zum Leutnant befördert wurde. Von 1907 bis Oktober 1913 war er Adjutant des II. Bataillons. Von Oktober 1910 bis Juli 1913 war er an die Kriegsakademie kommandiert und am 16. Juni 1911 wurde er zum Oberleutnant befördert. Für ein halbes Jahr gehörte er dann von Oktober 1913 bis März 1914 dem Eisenbahn-Regiment Nr. 4 an. Anschließend wurde er zum Großen Generalstab versetzt.
Nach Ausbruch des Ersten Weltkriegs verblieb Kühne zunächst beim Großen Generalstab und wurde nach seiner Beförderung zum Hauptmann als Bataillonsführer im 4. Lothringischen Infanterie-Regiment Nr. 136 verwendet. Anschließend war er in gleicher Funktion bei 4. Unter-Elsässischen Infanterie-Regiment Nr. 143 an der Front in Flandern eingesetzt. Ab Juni 1915 diente er dreieinhalb Monate im Stab des Chefs des Feldeisenbahnwesens. Dann folgte seine Versetzung bis April 1918 in den Großen Generalstab. Von dort kam Kühne im Anschluss zum Generalstab der 48. Reserve-Division. Ab Juni 1918 fungierte er als Erster Generalstabsoffizier im Stab der 19. Reserve-Division, wo er über das Ende des Krieges hinaus bis Januar 1919 tätig blieb.
Ab Januar 1919 übernahm er Aufgaben zur besonderen Verwendung im Generalkommando Lüttwitz. Mit dem 1. Oktober 1920 kam er zum Stab der 2. Division nach Stettin. Vom 1. Oktober 1922 bis zum 30. August 1924 war er Kompaniechef im 3. (Preußisches) Infanterie-Regiments im Kreis Marienburg bei Hildesheim und wurde zwischenzeitlich am 1. März 1924 zum Major befördert. Mit Wirkung vom 1. Oktober 1924 erfolgte seine Versetzung in das Reichswehrministerium als Referent. Am 1. Februar 1927 wurde er zum Kommandeur des II. Bataillons des 7. (Preußisches) Infanterie-Regiments in Hirschberg im Riesengebirge ernannt. Dies war eine Einheit der Gebirgsjäger.
Nachdem Kühne am 1. Februar 1929 Oberstleutnant geworden war, wurde er am 1. April 1929 nach Berlin versetzt. Hier war er Leiter der Heeres-Transportgruppe im Truppenamt im Reichswehrministerium, wobei der Name Truppenamt ein Tarnname für den zukünftigen Generalstab war. Als Oberst (seit 1. Oktober 1931) ernannte man ihn dann am 1. Oktober 1932 zum Kommandeur des 2. (Preußisches) Infanterie-Regiments in Allenstein. Hier beförderte man ihn am 1. August 1934 zum Generalmajor und ernannte ihn kurz darauf am 1. Oktober 1934 zum Leiter der Heeresdienststelle Dortmund.
Das Kommando über die 26. Infanterie-Division übernahm er am 7. März 1936. Mit diesem Kommando wirkte er an der Rheinlandbesetzung mit. Aus dem aktiven Dienst schied er am 31. Oktober 1938 aus.
Im Zuge der Vorbereitung zum Überfall auf Polen wurde er wieder aktiviert und übernahm am 26. August 1939 das Kommando über die 253. Infanterie-Division bis zum 7. März 1941. Die 253. Infanterie-Division wurde im August 1939 als Division der 4. Aufstellungswelle im Wehrkreis VI in Münster aufgestellt. Nach ihrer Aufstellung wurde sie im September 1939 zum Grenzschutz an die deutsche Westgrenze verlegt und dort ausgebildet. Im Mai und April 1940 nahm er mit seiner Division am Westfeldzug teil. Über Belgien marschierte die Division nach Frankreich. Im Raum Lille war er mit seiner Division in schwere Kämpfe verwickelt. Die Einheit verblieb als Besatzungstruppe in Frankreich.
Ab dem 7. März 1941 führte er die 526. Infanterie-Division in Aachen bis zum 15. Dezember 1941. Diese Division bildete als Teil des Ersatzheeres die neuen Rekruten der 253. Infanterie-Division aus. Kühne hatte auch die Funktion des Standortkommandeur von Aachen inne. Ab Dezember 1941 führte er das Kommando über verschiedene Reserve-Divisionen des Ersatzheeres. Am 30. Juni 1944 wurde seine Mobilmachungsbestimmung aufgehoben. Danach übernahm er kein Kommando mehr.

## Auszeichnungen
- Eisernes Kreuz (1914) II. und I. Klasse[4]
- Ritterkreuz des Königlichen Hausordens von Hohenzollern mit Schwertern[4]
- Bayerischer Militärverdienstorden IV. Klasse mit Schwertern[4]
- Ritterkreuz I. Klasse des Albrechts-Ordens mit Schwertern[4]
- Friedrich-August-Kreuz II. und I. Klasse[4]
- Hanseatenkreuz Bremen[4]
- Hanseatenkreuz Lübeck[4]
- Österreichisches Militärverdienstkreuz III. Klasse mit der Kriegsdekoration[4]
- Eiserner Halbmond[4]
- Wehrmacht-Dienstauszeichnung IV. bis I. Klasse
- Kriegsverdienstkreuz I. und II. Klasse mit Schwertern
- Deutsches Kreuz in Silber am 2. Juni 1944[5]